# Rezerwat przyrody Ewelinów
Rezerwat przyrody Ewelinów – rezerwat leśny w pobliżu miejscowości Ewelinów, w gminie Łopuszno, w powiecie kieleckim, w województwie świętokrzyskim. Obejmuje wydzielenia 26 d, f, na terenie leśnictwa Lasocin (obręb Oleszno, nadleśnictwo Włoszczowa).
Zajmuje powierzchnię 14,83 ha. Został utworzony Rozporządzeniem Wojewody Świętokrzyskiego Nr 14/2006 z 26 lipca 2006 roku (Dz. Urz. Woj. Święt. z dn. 02.08.2006r., Nr 193, poz. 2199. Według aktu powołującego, rezerwat utworzono celem ochrony rzadkich i zagrożonych gatunków roślin naczyniowych.
Określono rodzaj, typ i podtyp rezerwatu:
- rodzaj – leśny;
- typ – fitocenotyczny;
- podtyp – zbiorowisk leśnych[1][2].

Rezerwat leży na wysokości od 243,0 m n.p.m. (wschodni kraniec rezerwatu) do 276,8 m n.p.m. (wapienny ostaniec jurajski w centralnej części rezerwatu).
W poszczególnych częściach rezerwatu występują następujące zespoły roślinne:
- wyżynny jodłowy bór mieszany – na stokach północnych i wschodnich,
- kontynentalny bór mieszany – przeważa na płaskich obszarach rozciągających się wokół centralnego pasma wzniesień, na głębszych glebach,
- grąd subkontynentalny – w części centralnej rezerwatu, bez względu na wystawę i kąt nachylenia zboczy.

Rezerwat charakteryzuje dość bogata flora roślinności naczyniowej. Występują tu 23 gatunki roślin chronionych, zagrożonych i rzadkich, w tym: orlik pospolity, buławnik wielkokwiatowy, buławnik czerwony, wawrzynek wilczełyko, naparstnica zwyczajna, kruszczyk szerokolistny, goryczka wąskolistna, przylaszczka pospolita, lilia złotogłów, widłak goździsty, miodownik melisowaty, gnieźnik leśny, podkolan biały, cis pospolity.